# Joseph F. Smith
Joseph F. Smith (ur. 13 listopada 1838, zm. 19 listopada 1918 w Salt Lake City) – amerykański duchowny mormoński. Szósty prezydent Kościoła Jezusa Chrystusa Świętych w Dniach Ostatnich.

## Życiorys
Urodził się w Far West w stanie Missouri. Był synem jednego z wczesnych przywódców mormońskich Hyruma Smitha i Mary Fielding Smith. Od 1848 mieszkał w Utah. Pełnił wiele funkcji w strukturach kościelnych, był również deputowanym do legislatury Terytorium Utah (1865–1874). 17 października 1901 został wybrany prorokiem. Był nim aż do śmierci.
Ponieważ mimo dekretu z roku 1890 prezydenta Wilforda Woodruffa w latach 1890–1904 dochodziło do przypadków wielożeństwa w Kościele na terenie Meksyku i Kanady, w 1904 roku wydał drugi Manifest w którym zakazał tej praktyki wśród wiernych.
Po nim kolejnym prezydentem Kościoła został Heber J. Grant.